# باتريك ماكان
باتريك ماكان (بالإنجليزية: Patrick McCann)‏ (6 أكتوبر 1990 بروكفيل سنتر في الولايات المتحدة - ) هو لاعب كرة قدم أمريكي في مركز الوسط. لعب مع نادي سليغو روفرز.

## وصلات خارجية
- باتريك ماكان على موقع قاعدة بيانات كرة القدم.إي يو (الإنجليزية)